# 123 Andrés
123 Andrés es un dúo de esposos compuesto por Andrés y Christina, que crea música para niños, tanto en inglés como en español. Se han presentado para audiencias en los EE. UU., así como en Puerto Rico, Panamá y México.
Han sido ganadores de la categoría Mejor Álbum Infantil Latino en los Premios Grammy Latinos por Arriba Abajo en 2016, y nominados a los Premios Grammy en la misma categoría en 2021 por Actívate.

## Integrantes
Andrés Salguero se crio en Bogotá, Colombia y creció tocando la guitarra con su padre. Ha permanecido involucrado con la música desde entonces, estudiando clarinete en el Conservatorio y teniendo su primera experiencia en un estudio a la edad de ocho años. Posteriormente, Andrés obtuvo su Doctorado en Música y obtuvo el primer premio en un concurso nacional de composición en Colombia.
Christina Sanabria creció en una familia de habla hispana en Estados Unidos, aunque provienen de Colombia. A lo largo de su infancia estuvo involucrada en el teatro y la danza, y luego obtuvo una maestría en educación en Pensilvania. Christina aplicó esta educación para encontrar su pasión en la enseñanza a través de la música.

## Carrera musical
Su primer disco, ¡Uno, Dos Tres Andrés! En español y en inglés, fue lanzado en 2015, con 22 canciones educativas; 11 en español y 11 en inglés. Fueron nominados a un Grammy Latino. Su siguiente disco, Arriba Abajo, llegó al año siguiente y volvió a las premiaciones al ganar un Grammy Latino al mejor álbum de música infantil. También ganó el premio de oro Parents' Choice. El tercer álbum es una colección de canciones de cuna titulada La Luna.
El álbum Cantas las Letras, fue diseñado para ayudar a los niños a aprender elementos fundamentales del idioma español, específicamente las letras y sus diferentes sonidos. Este álbum fue creado en colaboración con Benchmark Education Company. Originalmente fue hecho para uso en un salón de clases, pero se decidió poner el álbum a disposición del público en general.
En 2021, lanzaron Actívate, un disco con la colaboración de Rubén Blades, Gilberto Santa Rosa, ⁣ Los Rabanes, Rafael "El Pollo" Brito, Henry G, entre otros. 10 de las 21 canciones que componen el disco están en español. Fue nominado en la 64.ª entrega de los Premios Grammy como "Mejor Álbum de Música Infantil", siendo el único álbum sudamericano nominado en esa categoría.
El dúo ha aparecido en medios como NPR, The Boston Globe, y The Washington Post, así como en cadenas en español como Univisión y Telemundo.

## Discografía
- 2015: ¡Uno, Dos Tres, con Andrés! (en español y en inglés)
- 2016: Arriba Abajo
- 2018: La Luna
- 2019: Canta las Letras
- 2021: Actívate

## Premios y nominaciones

### Premios Grammy
| Año  | Categoría            | Trabajo nominado | Resultado |
| ---- | -------------------- | ---------------- | --------- |
| 2021 | Mejor Álbum Infantil | Actívate         | Nominado  |

### Premios Grammy Latinos
| Año  | Categoría                               | Trabajo nominado           | Resultado |
| ---- | --------------------------------------- | -------------------------- | --------- |
| 2015 | Mejor Álbum de Música Latina para niños | Uno, Dos, Tres, con Andrés | Nominado  |
| 2016 | Mejor Álbum de Música Latina para niños | Arriba Abajo               | Ganador   |
| 2019 | Mejor Álbum de Música Latina para niños | Canta Las Letras           | Nominado  |

### Otros reconocimientos
- Arriba Abajo: Premio de Oro Parents' Choice
- Arriba Abajo: Grabación infantil notable de la American Library Association[20]
- Canta Las Letras: Premio de Plata Parents' Choice.